# Avon Championships of Houston 1982
L'Avon Championships of Houston 1982 è stato un torneo di tennis giocato sul sintetico indoor. È stata la 12ª edizione del torneo, che fa parte del WTA Tour 1982. Si è giocato al Westside Tennis Club di Houston negli USA dal 15 al 21 febbraio 1982.

## Campionesse

### Singolare
Bettina Bunge ha battuto in finale  Pam Shriver con il punteggio di 6–2, 3–6, 6–2

### Doppio
Kathy Jordan /  Pam Shriver hanno battuto in finale  Sue Barker /  Sharon Walsh con il punteggio di 7–6, 6–2